# Габон
Габо́н (фр. Gabon [ɡabɔ̃]), полная официальная форма — Габо́нская Респу́блика (фр. République gabonaise) — государство в Центральной Африке, бывшая колония Франции.
Население, по переписи 2020 года, составило 2 230 908 человек, территория — 267 667 км². Занимает 145-е место в мире по численности населения и 76-е по территории.
Столица — Либревиль, государственный язык — французский.
Унитарное государство, подразделяется на девять провинций. Президентская республика. С 30 августа 2023 года находится под властью военной хунты.
Расположен на западе Центральной Африки, с запада омывается Гвинейским заливом. Имеет сухопутную границу с Республикой Конго, Камеруном и Экваториальной Гвинеей.
Большая часть верующих исповедует христианство различных толков (главным образом католицизм).
Нефтяные месторождения и иностранные инвестиции помогли сделать Габон одним из самых богатых и стабильных государств Африки с 8-м по величине ИЧР, четвёртым по величине ВВП на душу населения (номинал) в Африке (после Сейшельских Островов, Маврикия и Экваториальной Гвинеи) и пятым по величине ВВП на душу населения (ППС) в Африке (после Сейшельских Островов, Маврикия, Ливии и Ботсваны), однако из-за неравенства в распределении доходов значительная часть населения остаётся бедной. Денежная единица — франк КФА.

## Этимология
Название страны «Габон» происходит от португальского имени реки Мбе: «Gabão» (что означает «пальто с капюшоном»), такое название произошло от специфической формы устья реки.

## География

### Географическое положение

Рельеф Габона

Габон расположен на западе Центральной Африки. На востоке и юге граничит с Республикой Конго (длина границы 1903 км), на севере — с Камеруном (298 км), на северо-западе — с Экваториальной Гвинеей (350 км), на западе страна выходит к водам Гвинейского залива Атлантического океана.
Общая протяжённость границы 2551 км, длина береговой линии — 885 км. Береговую линию страны на две части разделяет мыс Лопес. К югу от него берега прямолинейные, плоские, с мелководными лагунами. К северу от мыса береговая линия имеет более сложные очертания, здесь расположены удобные бухты — эстуарии рек страны.
Общая площадь Габона — 267 667 км². Из неё на водную поверхность приходится 10 000 км² (3,7 % от общей площади), а суша занимает 257 667 км². Большая часть (77 %) земельного фонда занята лесами, на пастбища приходится 18 % земель, а 2 % отведено под пашню.

### Природные условия
Габон находится в экваториальном и субэкваториальном поясах. Благодаря жаркому и влажному климату около 80 % территории страны занимают густые вечнозелёные леса. Местность повышается с запада, где находится заболоченная приморская низменность шириной 30-200 км, на восток, где расположены плоскогорья и горные массивы.

### Рельеф, геологическое строение и полезные ископаемые
Внутреннюю часть Габона занимают массивы и плато Южно-Гвинейской возвышенности. Наибольших высот достигают горы Шайю (гора Ибунджи, 1580 м), расположенные в центральной части Габона и сложенные глубокометаморфизованными породами и гранитами раннего докембрия. Здесь имеются месторождения марганца и золота. К северо-западу от них поднимаются Хрустальные горы (гора Дана, 1000 м), сложенные докембрийскими кристаллическими породами.
С юго-запада к горам Шайю примыкает несколько цепей невысоких гор и холмов — северное окончание складчатой системы позднепротерозойской Западных Конголид. А с востока — пологий Франсвильский прогиб, заполненный одноимённой среднепротерозойской осадочной терригенной серией, содержащий залежи марганцевых руд. В районе Франсвиля расположено одно из крупнейших в мире месторождения марганца, общие запасы которого оцениваются в 225 млн т. Здесь же находятся месторождения урановой руды (доказанные запасы — 5830 т). Месторождения железных руд (1400 млн т) расположены на северо-востоке страны (Белинга), занятом столовыми плато (высота 500—600 м), и на юго-западе (Чибанга).
На западе страны, вдоль Атлантического побережья, протягивается низменная равнина шириной до 200 км. Она представляет собой область интенсивных, начавшихся в меловом периоде погружений, приведших к накоплению многокилометровой толщи осадков, сначала лагунно-континентальных, затем соленосных и морских. Присутствие соли в низах разреза обусловило проявление соляной тектоники. В этой местности расположены основные месторождения нефти (в частности, Ангий (месторождение)), суммарные доказанные запасы — 275 млн т, и природного газа (28 млрд м³).

### Климат
Климат жаркий и влажный, с переходом от экваториального на севере к субэкваториальному на западе и юге, с коротким сухим сезоном (с июня — июля по август — сентябрь).
Средние месячные значения температуры от +22  °C до +24  °C в июле и от +25  °C до +27  °C в апреле, на юго-востоке в жаркие месяцы превышают +32  °C. Среднегодовое количество осадков 1500—2000 мм в год, на севере береговой полосы до 2500—4000 мм.

### Внутренние воды

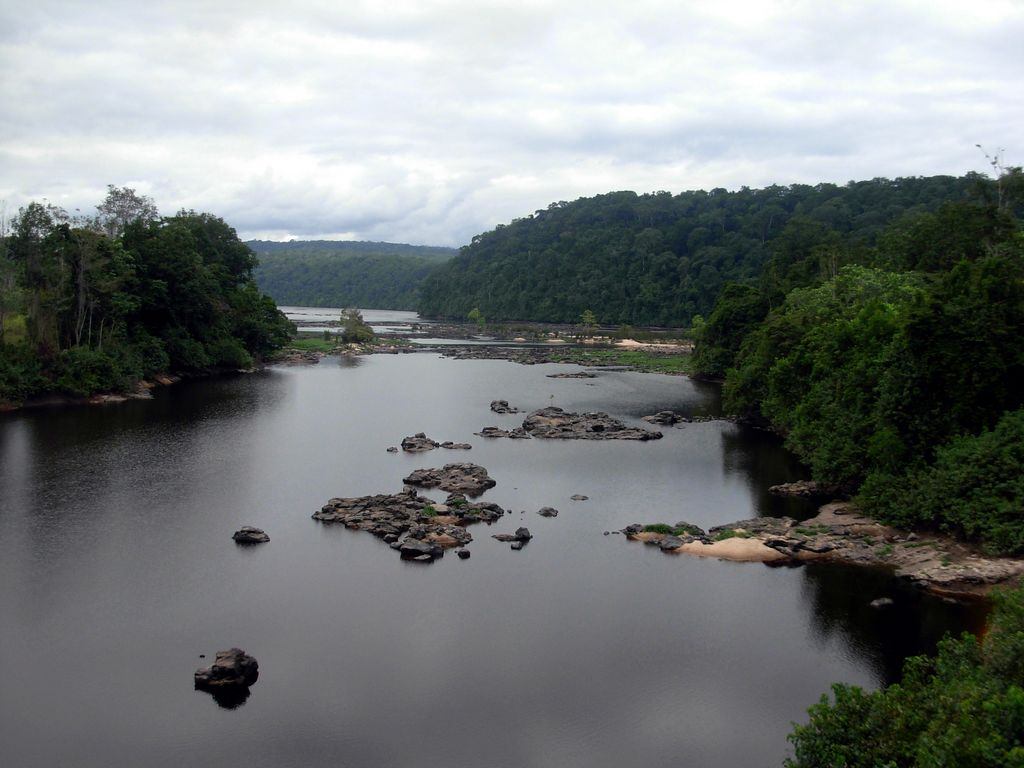
Река Огове

Речная сеть Габона очень густа и многоводна. Главная река — Огове, к её бассейну принадлежит значительная часть территории страны. Наиболее крупные притоки — Ивиндо и Нгуние. Менее значительны прибрежные реки — Ньянга и Комо. Реки страны полноводны в течение всего года, в верховьях порожисты, в нижнем течении большей частью доступны для судоходства. Потенциальные возможности производства гидроэнергии оцениваются в 48 млрд квт·ч в год.

### Растительность и почвы
Около 80 % территории Габона покрыто густыми влажными вечнозелёными и листопадно-вечнозелёными тропическими лесами на красно-жёлтых латеритных почвах. В лесах много пород, дающих ценную деловую древесину, — деревья окуме, озиго, лимба, красное и жёлтое дерево, эбеновое, сандаловое и др. На юге и юго-востоке леса частично сведены и замещены вторичными высокотравными саваннами. На побережье произрастают мангровые леса.

### Животный мир

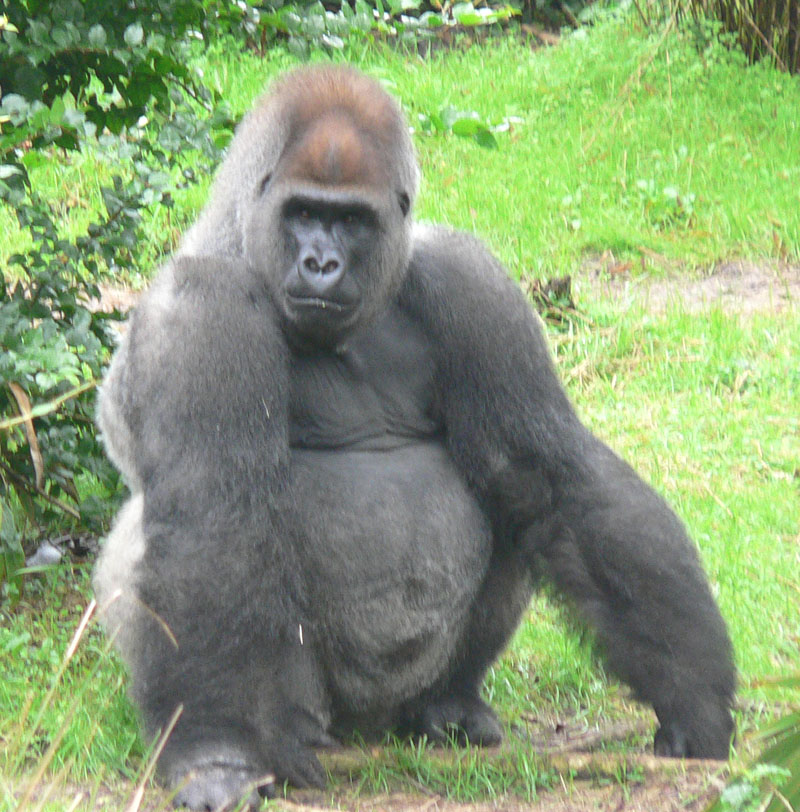
Западная горилла — представитель фауны Габона

По своему видовому составу характерен для Западно-Африканской подобласти Эфиопской зоогеографической области. Из крупных зверей водятся слоны, бородавочники, буйволы, различные виды лесных антилоп; из хищников — леопарды, гиены и др. Широко распространены обезьяны, в том числе человекообразные — горилла (крупнейшая популяция в мире) и шимпанзе. В реках обитают бегемоты, крокодилы; в бухте Габон, береговых лагунах и реки Огове встречаются ламантины. Обильно представлены птицы, змеи, среди которых много ядовитых (например, габонская гадюка). Широко распространены насекомые, в том числе переносчики опасных заболеваний — муха цеце, мошки Simulium.

### Природные районы
Территорию Габона можно разделить на четыре физико-географических района. Вдоль побережья тянется прибрежный район. В горный район включают расположенные к северу от реки Огове Хрустальные горы и горы Шайю, находящиеся в центральной части страны. На юго-востоке Габона располагается плато Батеке, а на северо-востоке — плато Волё-Нтем.
Прибрежный район включает в себя низкие, покрытые лесом горы Майомбе на юге и вытянутую вдоль всего побережья низменность шириной от 30 до 200 км. Её пересекают нижние течения нескольких рек, в том числе Огове, главной торговой артерии страны, располагаются многочисленные озёра. К северу от устья Огове берег изрезан эстуариями рек, где находятся удобные естественные гавани. К югу от реки Огове берег песчаный, расчленённый речными долинами. Здесь находятся лагуны, окаймлённые зарослями тростника и мангровыми лесами. В составе растительности преобладают обширные тропические леса, меньше представлены саванны. Среднее годовое количество осадков колеблется от 1500 мм на юге до 4000 мм на севере. Средние месячные температуры на юге 21—27 °C, на севере 25—28 °C. В течение года происходит чередование четырёх сезонов — влажных и сухих, причём последние на юге отличаются большей продолжительностью и более резко выражены. Бенгельское течение оказывает умеряющее влияние на климат побережья.
Хрустальные горы, расположенные к северу от реки Огове, сильно расчленены. Высоты колеблются от 150 до 600 м. Пересекая эти горы, реки образуют пороги и водопады. Лесной покров отличается сомкнутостью, но в местах развития эрозии разрежен. Самые высокие и обширные горы Габона — Шайю, которые в южной части достигают наибольшей высоты. Здесь расположена высшая точка страны — гора Ибунджи (1580 м). В этой местности проявляется высотная поясность климата и ландшафтов.
Плато Волё-Нтем высотой до 760 м, сложенное плотными древними породами, находится на северо-востоке страны — к востоку от Хрустальных гор и к северу от реки Огове. Реки, глубоко врезаясь в поверхность плато, образуют многочисленные пороги. Широко распространены влажные тропические леса. Среднее годовое количество осадков 1800 мм, средние месячные температуры колеблются от 23 °C до 27 °C, на юге распространены высокотравные саванны с приземистыми деревьями.
Плато Батеке — низкое плато высотой до 830 м, сложенное песчаниками, расположено на юго-востоке Габона. Это самый жаркий и сухой район страны. Средние температуры в жаркие месяцы превышают 32 °C, а среднее годовое количество осадков составляет 1500 мм. Преобладают высокотравные саванны, и только вдоль медленно текущих рек простираются леса.

### Экологические проблемы
Загрязнение окружающей среды наносит значительный ущерб природе Габона. Выбросы твёрдых промышленных и бытовых отходов (около 100 тыс. т в год) приводят к росту загрязнения земель в городах. На водные ресурсы страны негативное влияние оказывают отходы нефтедобывающей промышленности.
Чрезмерные лесозаготовки способствуют обезлесению прибрежных областей Габона. Для исправления ситуации правительство осуществляет национальную программу восстановления лесов. Впрочем, большая часть внутренних территорий страны все ещё занята густым лесным покровом.
Вырубка лесов и браконьерство приводит к сокращению численности и разнообразия живого мира. К 2001 году в Габоне под угрозой исчезновения находилось 12 видов млекопитающих, 466 видов птиц, два вида пресмыкающихся и 78 видов растений. Для охраны исчезающих животных в двух национальных парках и четырёх заповедниках запрещена охота. К охраняемым территориям отнесено 2,7 % земельного фонда страны.

## Внешняя политика
Габон придерживается политики нейтралитета, всегда выступая за диалог в международных делах.
Начиная с 1973 года число стран, установивших дипломатические отношения с Габоном, удвоилось. В африканских делах Габон выступает за развитие путём постепенной эволюции и свободное предпринимательство, как систему, лучше всего способную обеспечить устойчивый экономический рост. Заинтересованный в стабильности в Центральной Африке, Габон был напрямую вовлечён в посреднические миссии в Чаде, Центрально-Африканской республике, Республике Конго, Анголе и бывшем Заире. В 1999 году, благодаря посредничеству президента Бонго, в Республике Конго было подписано соглашение между правительством и лидерами повстанческих группировок. Президент Бонго и в дальнейшем участвовал в конголезском мирном процессе. Вооружённые силы Габона играют важную роль в миротворческой миссии ООН в Центрально-Африканской республике.
Габон является членом ООН и входит в некоторые международные организации, включая Африканский союз, Всемирный банк, Организацию Исламского сотрудничества, Движение неприсоединения, ОПЕК (1975—1995, с 2016), зону франка КФА, Международный уголовный суд.
Является непостоянным членом Совета Безопасности ООН с 2022 по 2023 годы.
31 августа 2023 года Африканский союз приостановил участие Габона в деятельности организации.

## История

### Доколониальный период
Первыми жителями на территории страны были пигмеи. Они жили небольшими группами в тропических лесах, основными их занятиями были охота и собирательство. В X—XIII веках началась миграция племён банту к побережью океана. На востоке и юге Габона расселилось племя теке, на севере — племя мпонгве. В XIX веке в Габон пришло племя фанг, оттеснившее прежних жителей и ставшее самой многочисленной этнической группой населения страны.
Ко времени появления европейцев в Габоне местное население жило первобытно-общинным строем и не имело даже зачатков государственности.
Первыми из европейцев у побережья современного Габона появились португальцы. В 1472 году капитан Руй ди Сикейру обнаружил бухту, которую назвал Габон (от португальского слова, обозначавшего плащ с капюшоном).
В XVII—XVIII веках в Габон стали приплывать голландцы, французы, испанцы, англичане. Они обменивали свои товары (соль, кремнёвые ружья, порох, бусы, алкогольные напитки и другое) на слоновую кость, эбеновое дерево, воск, мёд, пальмовое масло. В прибрежных районах создавались торговые фактории и католические миссии.
В начале XVIII века на побережье возникло королевство Орунгу, контролировавшее торговлю с европейцами. Королевство Орунгу стало крупным поставщиком рабов и просуществовало до своего распада в 1873 году. Его упадок был связан с закатом работорговли.

### Колониальный период

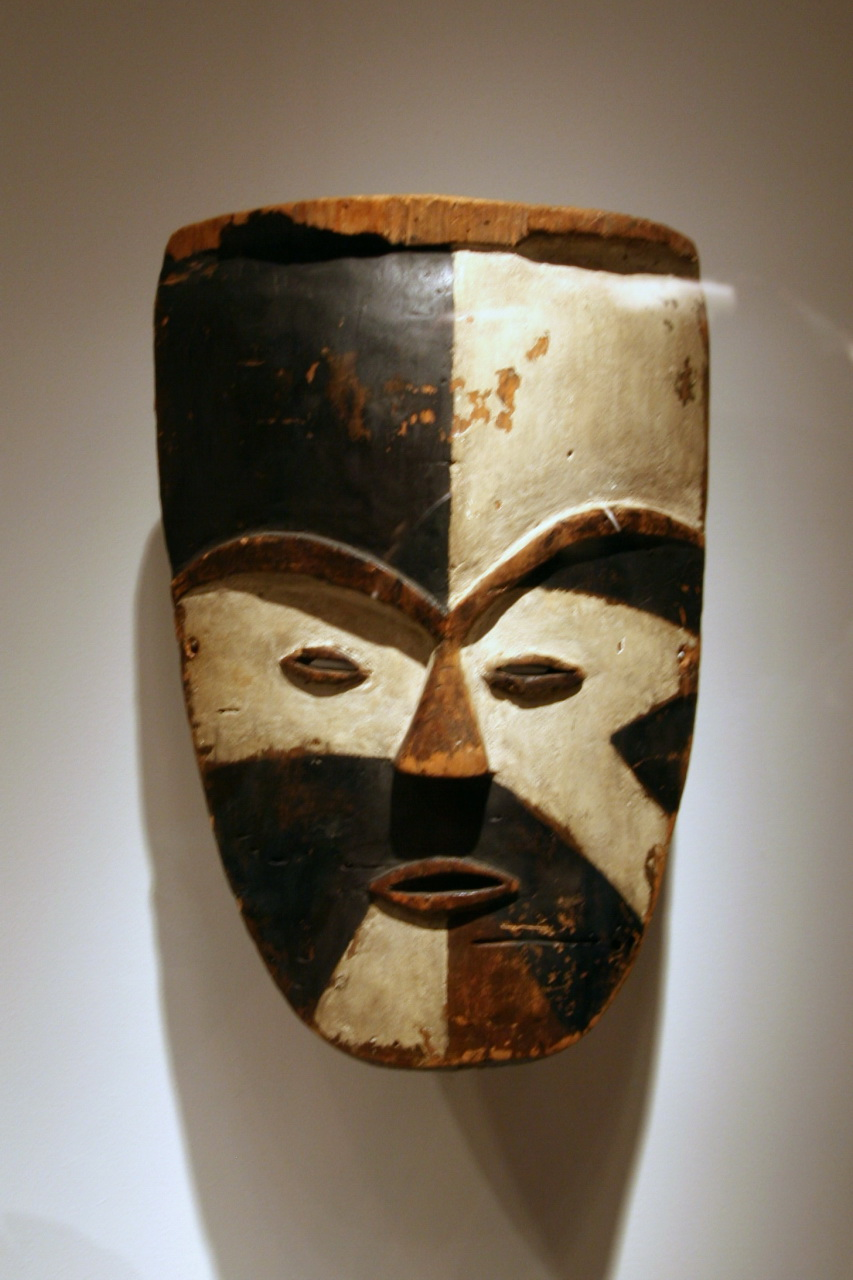
Габонская маска

Начало колонизации Францией территории Габона положил капитан Луи Эдуард Буэ-Вильоме, который основал в бухте Габон стоянку для кораблей и заключил в 1839 году договор с вождём племени мпонгве Анчуве Кове Рапончомбе, которого французский капитан обратил в христианство и поименовал «король Дени».
В 1840—1860 годах французские колонизаторы заключили договоры со всеми вождями местных племён на побережье — о «защите и покровительстве Франции».
В 1849 году французы захватили португальский корабль работорговцев, и освобождённые французами африканцы основали поселение Либревиль, нынешнюю столицу Габона.
С середины XIX века началось проникновение французов в глубинные районы страны. В 1875—1880 годах Пьер де Бразза, исследовавший бассейн реки Конго, заключил ряд договоров с вождями местных племён. В 1880 году де Бразза основал город Франсвиль на востоке нынешнего Габона. В 1883 году де Бразза был назначен правительственным комиссаром Французской республики в Западной Африке (территории современных Габона и Конго).
С конца XIX века французские колонизаторы стали создавать в Габоне плантации экспортных культур — кофе и какао, вести лесозаготовки, а также строить дороги и морские порты.
В период Второй мировой войны в Габоне происходили бои между местными колониальными войсками (формировавшимися из негров) против высадившихся в ноябре 1940 года войск генерала Шарля де Голля. Габонцы выступали против де Голля, поскольку считали его мятежником, восставшим против законного правительства Франции.

### Период независимости
Габон получил независимость в 1960 году. С тех пор Габон остаётся одной из самых стабильных стран континента, доход на душу населения в стране — один из самых высоких в Африке.
За всю историю независимого Габона в нём сменилось лишь три президента. Первым был Леон Мба, по конституции, оглашённой в феврале 1961 года, получивший практически неограниченные полномочия.
В феврале 1964 года был совершён военный переворот. Заговорщики предложили власть лидеру левой партии ГДСС Обаме. Однако две роты французских войск, переброшенных из Сенегала и Конго, восстановили власть президента Мба.
После смерти Мба в ноябре 1967 года президентом стал 32-летний Альбер Бернар Бонго (в 1973 году он перешёл из христианства в ислам и принял имя Эль-Хадж Омар Бонго). Бонго был сыном вождя племени теке, с 1964 исполнял обязанности министра обороны и был специальным правительственным комиссаром по госбезопасности. Затем он получил также посты министра информации и министра туризма, а с марта 1967 ещё и пост вице-президента страны.
В 1968 году Бонго официально утвердил однопартийный режим в стране, разрешив существование только Габонской демократической партии (назначив себя её генеральным секретарём). Для ослабления межплеменного соперничества Бонго увеличил количество министерских постов, назначив на них вождей крупнейших племён Габона.
В марте 1991 года Бонго огласил новую конституцию, разрешающую многопартийную систему в Габоне.
29 ноября 2005 года объявлены итоги очередных президентских выборов. Набрав почти 80 % голосов, в очередной раз победил президент Эль-Хадж Омар Бонго, занимавший этот пост уже 38 лет.
Омар Бонго скончался 8 июня 2009 года в испанской клинике, после чего обязанности президента до 16 октября исполняла председательница Сената Роза Франсина Рогомбе.
30 августа 2009 года состоялись президентские выборы, в которых приняли участие около двух десятков кандидатов. В тот же день о своей победе заявил сын скончавшегося президента, Али Бонго Ондимба, который вступил в должность 16 октября 2009 года. Его основным соперником был бывший министр внутренних дел Андре Мба Обаме.
Габон имеет дипломатические отношения с Российской Федерацией (установлены с СССР 15 октября 1973 года). Так, Габон активно реализует программу по защите редких животных от браконьеров на своей территории. В ноябре 2019 года Россия на безвозмездной основе поставила республике стрелковое вооружение для оказания поддержки в этой борьбе.

#### Неудачный путч 2019 года
7 января 2019 года военные Габона объявили о захвате власти в этом африканском государстве с целью восстановления демократии в стране, сообщает Associated Press. Вооружённые люди захватили в столице Габона государственную радиостанцию, а позднее в эфир государственного телевидения было выпущено обращение к народу.
Зачитавший обращение лейтенант Келли Ондо Обианг, по бокам которого стояли вооружённые винтовками солдаты, назвал себя лидером «Патриотического движения военных и спецслужб Габона», сообщает Reuters. В своём обращении он заявил, что переворот направлен против того, «кто трусливо убил юных патриотов» в августе 2016 года.
По данным Reuters, верные властям военные применили слезоточивый газ, чтобы разогнать около трёхсот противников режима, вышедших на улицы Либревиля в поддержку путчистов.
Вечером 7 января 2019 года пресс-секретарь правительства Габона Ги-Бертран Марангу сообщил радио RFI, что власти арестовали четверых из пяти офицеров, принявших участие в попытке путча. Пятому удалось скрыться, поиски которого продолжаются.
7 января 2019 года Африканский союз выступил с осуждением мятежников. «Африканский союз жёстко осуждает попытку путча этим утром в Габоне. Я подтверждаю полную неприемлемость для Африканского союза любой формы неконституционной смены власти», — написал на своей странице в Twitter председатель Комиссии союза Муса Факи Махамат.

#### Военный переворот 2023 года
30 августа 2023 года в Габоне произошёл военный переворот: военные объявили о захвате власти после того, как стало известно о переизбрании действующего президента (Али Бонго Ондимба, который занимает этот пост с 2009 года) на третий срок.

## Государственное устройство

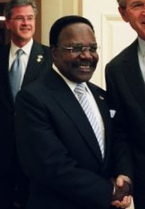
Бывший президент Габона Омар Бонго в 2004 году

Габон — республика с президентской формой правления. Действующая конституция принята в 1961 году (изменялась в 1975, 1991 и 2003 годах). В 2024 году была принята новая Конституция страны.

### Исполнительная власть
Глава государства — президент Республики, избираемый населением на 5-летний срок. Поправка к конституции 2003 года отменила ограничение на количество президентских сроков. Президент назначает и увольняет премьер-министра, кабинет министров и судей Верховного Суда. Президент имеет право распустить Национальное собрание, задержать вступление в силу законов и назначать референдумы. С 1997 по 2023 годы срок полномочий составлял 7 лет.

### Законодательная власть
Законодательная власть принадлежит двухпалатному парламенту, состоящему из Национального собрания (нижняя) и Сената (верхняя).
В Национальном собрании 120 мест, из которых 111 избираются всеобщим голосованием сроком 5 лет, а 9 назначаются президентом.
Сенат состоит из 102 членов, избираемых муниципальными советами и региональными собраниями сроком на 6 лет. Сенат был создан в 1990—1991 годах после внесения изменений в конституцию, хотя действовать начал после выборов 1997 года. Председатель Сената замещает президента в случае невозможности для последнего выполнять свои обязанности.

### Вооружённые силы
Вооружённые силы Габона комплектуются исключительно на добровольной основе. Их общая численность составляет около 5000 человек. Вооружённые силы делятся на сухопутные, военно-морские и военно-воздушные. Существует также отлично подготовленная и оснащённая президентская гвардия (ок. 1800 человек).

## Административно-территориальное деление
Габон разделён на 9 провинций, которые в свою очередь поделены на 50 департаментов.
| № | Провинция        | Провинция (фр.) | Административный центр | Площадь км² | Население чел. (2013) | Плотность чел./км² | Карта            |
| - | ---------------- | --------------- | ---------------------- | ----------- | --------------------- | ------------------ | ---------------- |
| 1 | Верхнее Огове    | Haut-Ogooué     | Франсвиль              | 36 547      | 250 799               | 6,86               | Провинции Габона |
| 2 | Волё-Нтем        | Woleu-Ntem      | Оем                    | 38 465      | 154 986               | 4,03               | Провинции Габона |
| 3 | Нгуние           | Ngounié         | Муила                  | 37 750      | 100 838               | 2,67               | Провинции Габона |
| 4 | Ньянга           | Nyanga          | Чибанга                | 21 285      | 52 854                | 2,48               | Провинции Габона |
| 5 | Огове-Ивиндо     | Ogooué-Ivindo   | Макоку                 | 46 075      | 63 293                | 1,37               | Провинции Габона |
| 6 | Огове-Лоло       | Ogooué-Lolo     | Куламуту               | 25 380      | 65 771                | 2,59               | Провинции Габона |
| 7 | Приморское Огове | Ogooué-Maritime | Порт-Жантиль           | 22 890      | 157 562               | 6,88               | Провинции Габона |
| 8 | Среднее Огове    | Moyen-Ogooué    | Ламбарене              | 18 535      | 69 287                | 3,74               | Провинции Габона |
| 9 | Эстуарий         | Estuaire        | Либревиль              | 20 740      | 895 689               | 43,19              | Провинции Габона |
|   | Всего            |                 |                        | 267 667     | 1 811 079             | 6,77               |                  |

## Население

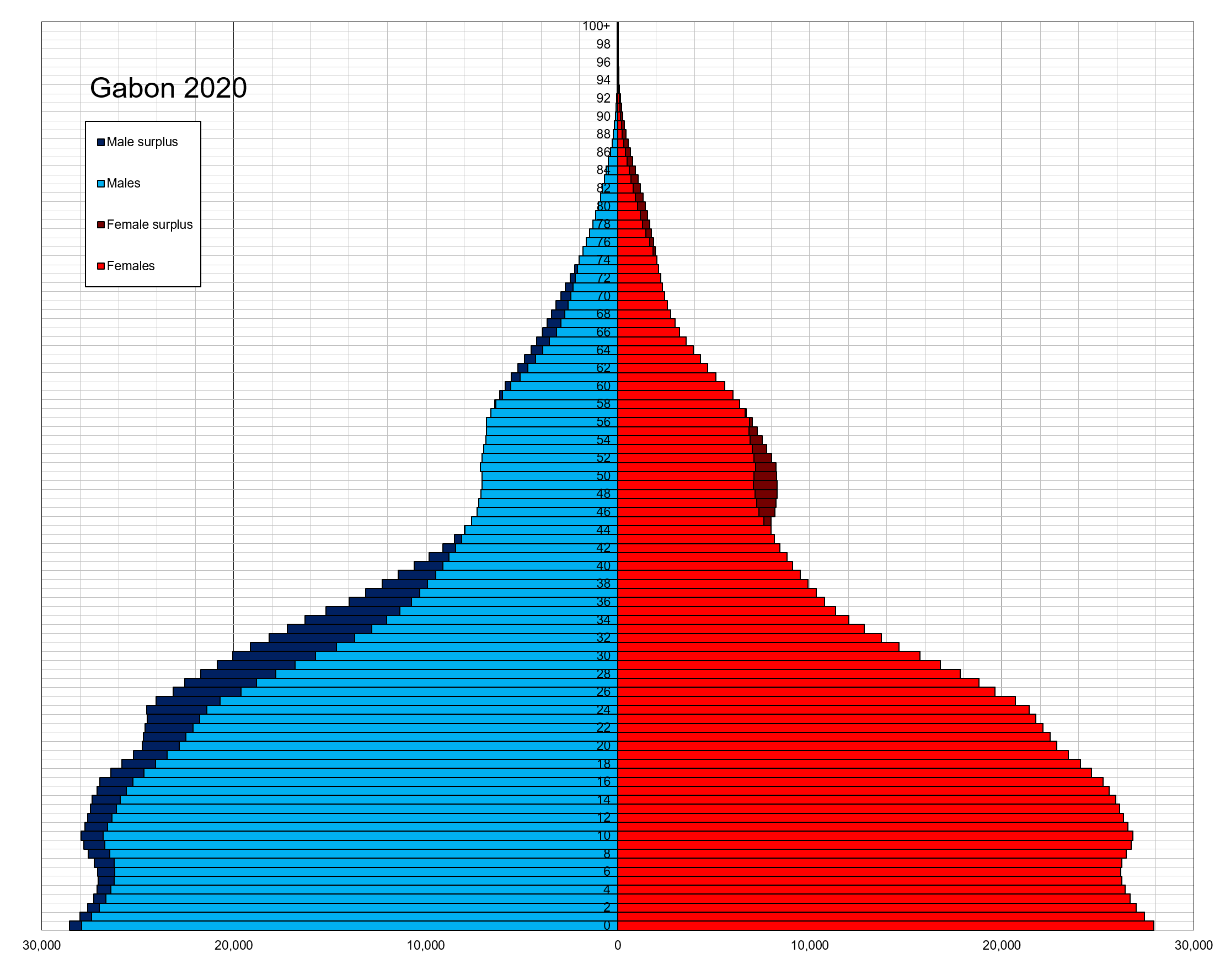
Возрастно-половая пирамида населения Габона на 2020 год

Общая численность населения страны по данным на 2020 год составляет 2 230 908 чел.

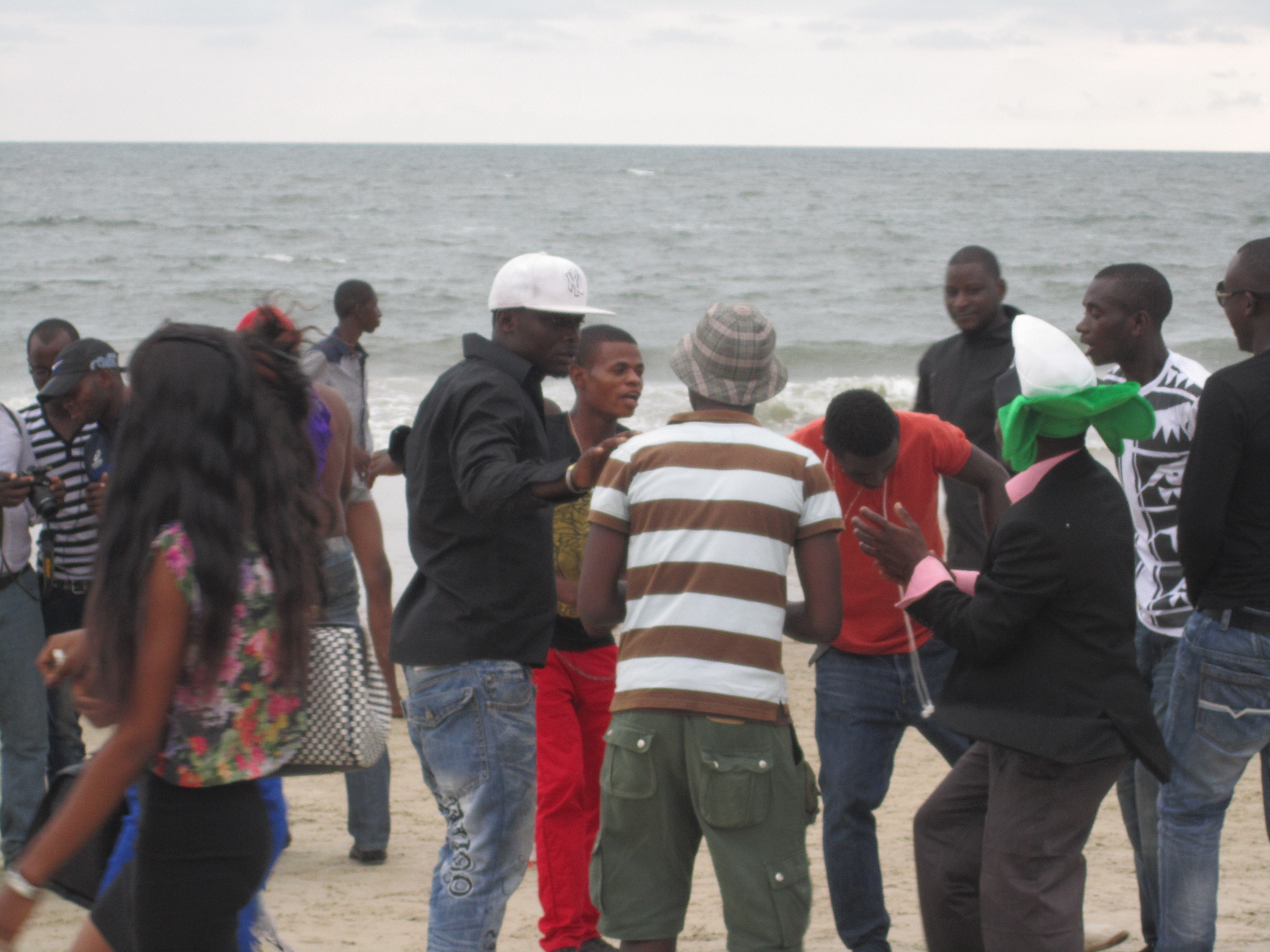
Габонцы на одном из пляжей Либревилля

Средняя продолжительность жизни на 2020 год — 69 лет.

### Демографическая картина и половозрастная структура
Годовой прирост населения Габона — около 2,5 %. Уровень рождаемости в 2020 году — 26,3 рождений на тысячу жителей, а суммарный коэффициент рождаемости — 3,41 рождений на женщину. В том же году общий показатель смертности держался на отметке в 5,9 умерших на тысячу жителей, младенческая смертность в среднем составила 30,4 смертей на тысячу новорождённых (у мальчиков — 33,6; у девочек 27). Из страны эмигрировало свыше 8700 человек (3,9 человека на тысячу жителей).

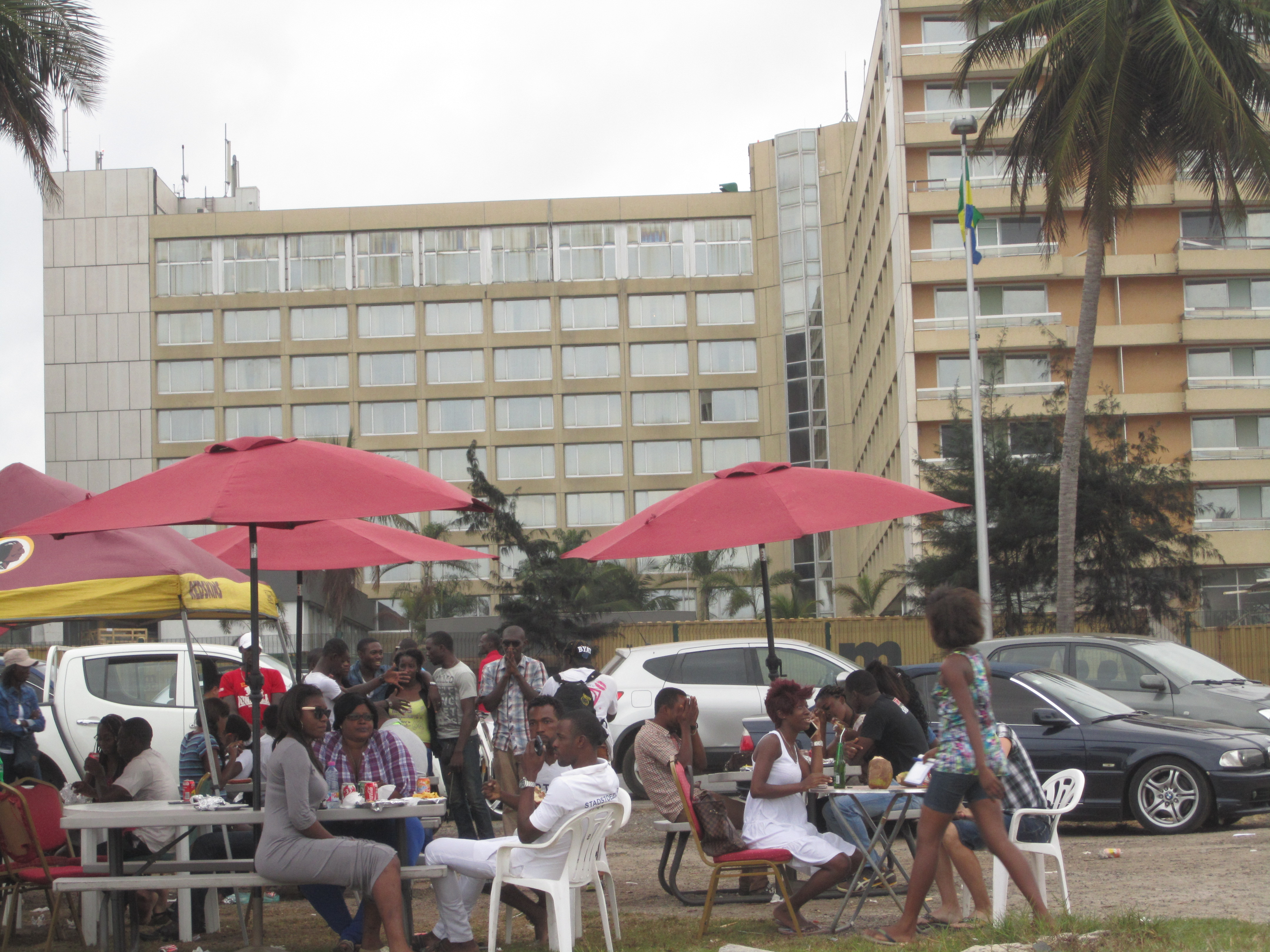
Жители Габона во время отдыха в уличном кафе

Средняя продолжительность жизни — 69 лет (у мужчин — 67,3; у женщин — 70,8). Мужская часть населения преобладает над женской (по данным 2020 года на 100 женщин приходилось 108 мужчин). Возрастная структура населения Габона отличается низкой долей старшей группы (свыше 65 лет) — всего 3,98 % жителей (здесь и далее — оценка на 2020 год). Преобладают младшие (до 14 лет) — 36,45 % и средние (от 15 до 64 лет) — 59,57 % возраста. При этом, в старшей возрастной группе проявляется незначительное преобладание женщин — на 44 368 мужчин приходится 44 381 женщин, тогда как в младшей (413 883 мальчиков на 399 374 девочек) и средней (на 700 513 мужчин — 628 389 женщин) наблюдается обратное явление.

### Языки и этнический состав
Официальный язык — французский. По данным международной организации франкоязычных стран (МОФ) на 2018 год 66 % населения Габона владеет французским языком. Значительная часть населения разговаривает на языках группы банту (фанг, мьене, баньяби и т. д.). Для нескольких местных языков в XIX веке христианские миссионеры разработали письменность на основе латинского алфавита, но большая их часть остаётся бесписьменной.
Основная масса населения принадлежит к народностям банту, крупнейшие из них — фанг, мпонгве, бакота, батеке, кроме того — адума, тсаанги, митсого, макаи и другие. Кроме того, в Габоне проживают европейцы, главным образом французы (10 700 чел.) и несколько тысяч пигмеев (бака, бабонго и другие).

### Вероисповедание

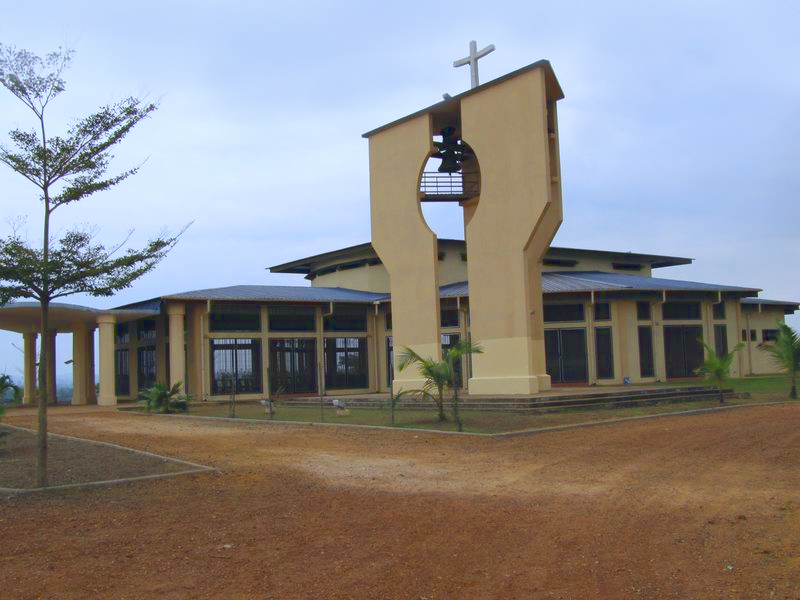
Собор Святого Иоанна в Муиле

Большая часть населения Габона исповедует христианство. Значительное число габонцев придерживается местных африканских культов. В стране присутствует небольшая община мусульман и иудеев:
- Католики — 42,3 %
- Представители африканских культов — 24 %
- Протестантизм — 12,3 %
- Мусульмане суннитского направления — 9,8 %
- Иудаизм

Христианство исповедуют, по разным оценкам, от 55 % до 88 % жителей страны. В основном, габонские христиане придерживаются католического вероучения, встречаются также протестанты. Большая часть протестантов — евангелисты, их учение распространено на севере страны. В отдалённых северных областях есть общины пятидесятников из Ассамблеи Бога и адвентистов. Мусульман в стране менее 7 % от общей массы населения, в основном это мигранты из других африканских государств. Остальные жители придерживаются традиционных анимистических верований, среди которых наиболее распространено бвити. В городских местностях жители нередко придерживаются синкретических учений, соединяющих элементы христианства и местных верований.

### Урбанизация и крупнейшие города
На долю городов в 2020 году приходилось 90,1 % населения Габона. Крупнейший город страны — её столица Либревиль — в 2003 году там проживало свыше 661 тыс. чел. Далее по нисходящей следуют Порт-Жантиль — свыше 116 тыс. жит.(сведения 2003 года), Франсвиль — 41 тыс. жит.(2003 год), Оем — 22 тыс. жит. (данные за 1993 год), Моанда — свыше 21 тыс. жит. (1993 год).

## Экономика

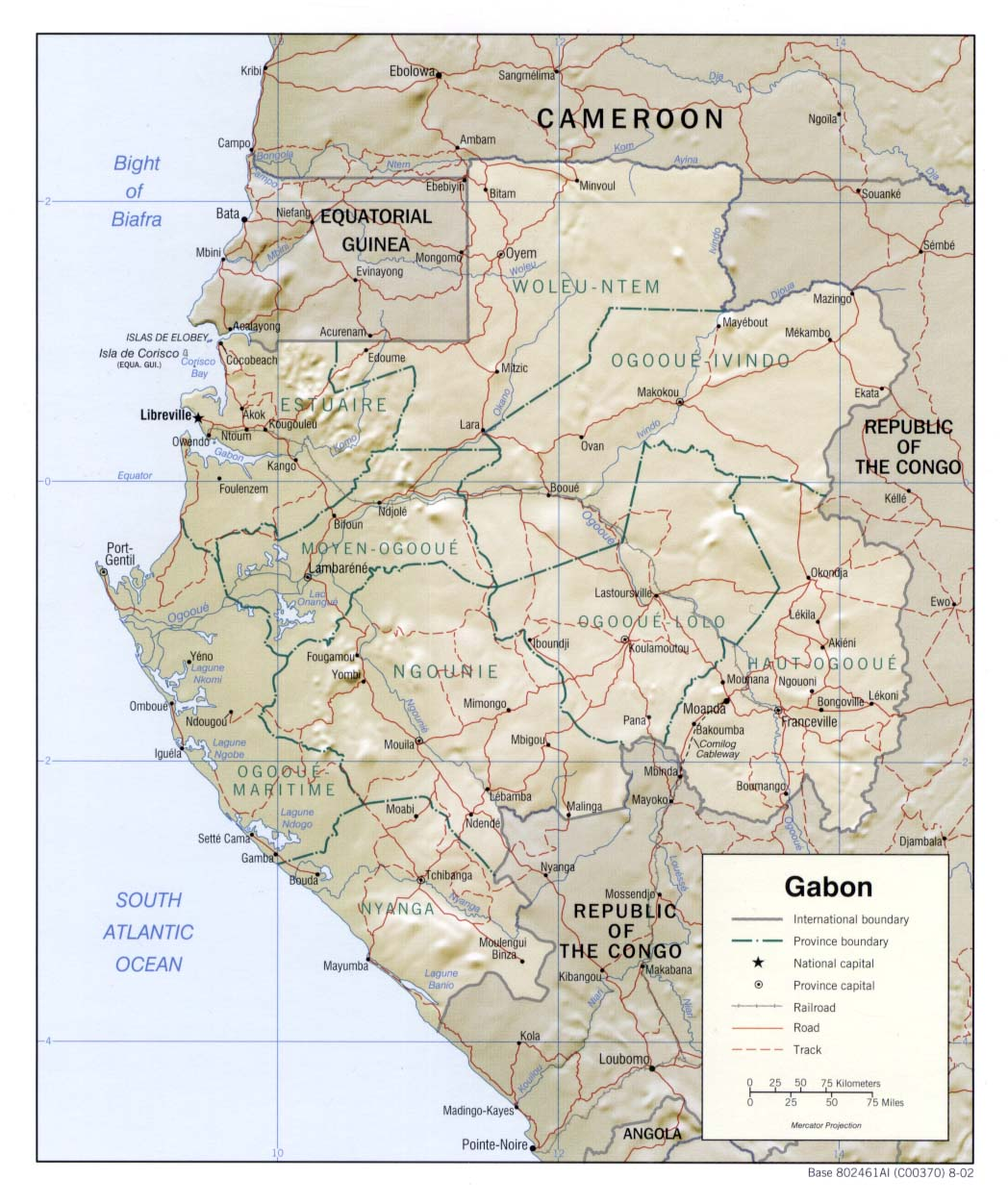
Карта Габона

Экономика Габона в значительной степени зависит от добычи нефти, которая обеспечивает свыше 80 % экспортной выручки и около 40 % доходов государственного бюджета. С начала 2020-х годов добыча нефти начала снижаться из-за истощения старых месторождений и недостатка новых инвестиций. В ответ власти продвигают меры по диверсификации экономики, в том числе развитие переработки древесины, сельского хозяйства и горнодобычи.
Сельское хозяйство (5 % ВВП) — какао, кофе, сахар, пальмовое масло, каучук, животноводство.
Промышленность (15 % работающих, 57 % ВВП) — добыча и переработка нефти (добыто в 2013 году 11,8 млн тонн), добыча марганца и золота, обработка сельхозпродукции, деревообработка.
С 1 января 2010 года минимальный размер оплаты труда составляет 150000 франков ($259.09) в месяц. Государственные работники получают дополнительное ежемесячное пособие в размере 20000 франков ($34.55) на ребёнка. Государственные служащие также получают транспорт, жильё и семейные пособия; закон не предписывает предоставление жилья или семейных пособий работникам частного сектора.

### Внешняя торговля
Через Габон проходит транс-африканский автодорожный маршрут  шоссе Триполи-Кейптаун.
Экспорт Габона в 2017 году — 5,564 млрд долл. Около 70 % экспорта составляют нефть и нефтепродукты, другие основные экспортные товары — лес, марганец, уран.
Основные покупатели — Китай 36,4 %; США 10 %; Ирландия 8,5 %; Нидерланды 6,3 %, Южная Корея 5,1 %; Австралия 5 %; Италия 4,6 % (2017).
Импорт в 2017 году — 2,829 млрд долл. В основном — промышленные товары и продовольствие.
Основные поставщики — Франция 23,6 %; Бельгия 19,6 %; Китай 15,2 % (2017).
В 1975—1994 входил в ОПЕК.
Входит в международную организацию стран АКТ.

## СМИ
Государственная телерадиокомпания — RTG (Radiodiffusion Television Gabonaise — «Габонское радиовещание и телевидение»), включает в себя радиостанции Radio Gabon 1 (запущена 28 ноября 1959 года SORAFOM как Radio Gabon) и Radio Gabon 2 и телеканал Gabon Télévision.